# Старовишневецкий сельский совет (Збаражский район)
Старовишневецкий сельский совет (укр. Старовишнівецька сільська рада) — входит в состав
Збаражского района
Тернопольской области
Украины.
Административный центр сельского совета находится в 
с. Старый Вишневец.

## История
- 1940 — дата образования.

## Населённые пункты совета
- с. Старый Вишневец
- с. Кинаховцы
- с. Поляны
- с. Мышковцы
- с. Федьковцы